# Dominic Flandry

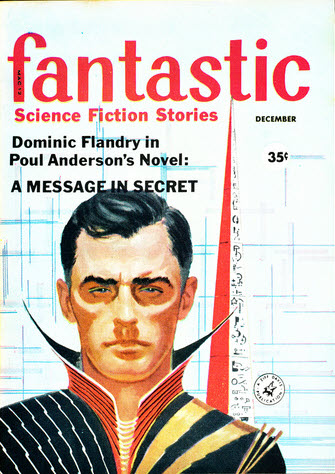
Dominic Flandry, retratado na capa da edição de dezembro de 1959 de Fantastic por Ed Valigursky.

O capitão Dominic Flandry é uma personagem de uma série de livros de Poul Anderson (uma espécie de "James Bond do Espaço" a serviço de Sua Majestade, o Imperador da Terra).